# سان جورج (باد كاليه)
سان جورج، باد كاليه (بالفرنسية: Saint-Georges, Pas-de-Calais)‏ هي بلدية تقع في إقليم باد كاليه من منطقة نور با دو كاليه في شمال فرنسا. تبلغ مساحة هذه المدينة 9.69 (كم²)، وترتفع عن سطح البحر 36 م، يبلغ عدد سكانها 303 نسمة حسب إحصاء المعهد الوطني للإحصاء والدراسات الاقتصادية سنة 2009 م. وترأس Jacques Truelle البلدية خلال فترة (2001-2008).